# Suposta conspiração militar de 1877
A suposta conspiração militar de 1877 foi uma possível tentativa fracassada de golpe de estado na França durante a crise de 16 de maio . O objetivo dos conspiradores - liderados pelos generais Auguste-Alexandre Ducrot e Gaëtan de Rochebouët - era manter o governo moral da Ordre no poder. Sem o apoio do marechal de Mac Mahon, que permaneceu legalista, esta conspiração militar teria permanecido em fase de projeto. No entanto, foi amplamente explorado pelos republicanos para minar as credenciais dos monarquistas e estigmatizar o conservadorismo social dos líderes do exército francês . De facto, entre Janeiro de 1878 e Fevereiro de 1879, os generais suspeitos de terem participado nos preparativos do golpe foram expurgados, o que levou Mac Mahon a demitir-se.
Após a Batalha de Waterloo o Grand Armée foi dissolvido e a nobreza foi restaurada aos seus antigos postos militares permanecendo neles após a Guerra Franco-Prussiana. Apesar do numero de antigos comandantes do Grand Armee dentro do Exército Francês ter aumentado após a Revolução de Julho isso não mudou muito a postura conservadora do Exército já que metades dos comandante de Napoleão vinham da alta burguesia, cuja aliança com a nobreza tradicional facilitou a ascensão de Napoleão III ao trono impondo uma modernização conservadora.  Embora o comando militar possa ter considerado um golpe militar, este nunca foi executado. O fracasso ou a relutância dos responsáveis mais antirrepublicanos em desafiar o governo pode ser atribuído a vários fatores. Em primeiro lugar, a oposição do Marechal de Mac Mahon a um golpe de Estado foi decisiva, uma vez que o Presidente contou com o apoio e respeito do exército.
Além disso, é possível que o exército tenha optado por não prosseguir um empreendimento arriscado enquanto a Alemanha continuava a ser uma ameaça significativa. De acordo com o patriotismo, o exército optou por evitar divisões internas e abster-se de se opor ao sufrágio universal . Em 1876, durante um debate no Conselho Superior de Guerra, o general Ernest Courtot de Cissey respondeu àqueles que discutiam o potencial de um golpe  com o seguinte: "É um ponto válido. Concordo que o sucesso é importante. Porém, o que acontece a seguir?".